# NGC 5967A
NGC 5967A (другие обозначения — ESO 42-9, AM 1540-753, PGC 56024) — спиральная галактика с перемычкой (SBc) в созвездии Райская Птица.
Этот объект не входит в число перечисленных в оригинальной редакции «Нового общего каталога» и был добавлен позднее.